# Sinecatechines
Sinecatechins (merknaam Veregen) is een zalf van catechine (55% epigallocatechine-gallaat) uit groene theebladeren. Het was in 2006 het eerste goedgekeurde botanische receptplichtige geneesmiddel goedgekeurd door de US Food and Drug Administration.
Veregen 10% wordt gebruikt voor de lokale behandeling van wratten op het huidoppervlak van de geslachtsorganen en rond de anus (genitale wratten). Veregen wordt gebruikt bij volwassenen met een normaal werkend immuunsysteem.
Bij de behandeling van genitale wratten veroorzaakt door de humaan papillomavirus lijkt sinecatechins een hogere volledige genezing te bewerkstellen dan andere therapieën en minder lokale huidreacties.